# Podiumtechnieken
De studierichting podiumtechnieken bestaat in het Vlaamse secundair onderwijs sedert 2002-2003. De richting start in de derde graad (het 5e jaar) en is eigenlijk een uitsplitsing van de richting elektronica binnen het studiegebied "mechanica en elektriciteit" van het TSO (Technisch secundair onderwijs). De meeste leerlingen hebben dus al een basis elektronica achter de rug, voor ze hier leren installeren, bedienen, afstellen van geluids- en lichtinstallaties bij theaters, festivals en popconcerten. Het is een finaliteitsrichting met praktijkvakken en stages, zodat de leerlingen bij afstuderen meteen aan de slag kunnen. Enkelen studeren nog verder en starten dan meestal in een aanverwante (professionele) bachelor of studeren verder in het buitenland, waar podiumtechnieken-richtingen op hoger niveau worden onderwezen.
De studierichting wordt ingericht in een zestal technische scholen (KTA Oostende,ensorinstituut oostende , VTI Brugge,...) in Vlaanderen.
De richting podiumtechnieken is niet hetzelfde als de richting podiumkunsten, een studiegebied in het Kunstsecundair onderwijs.